# Mas Concs
Mas Concs és una masia d'Amer (Selva) inclosa a l'Inventari del Patrimoni Arquitectònic de Catalunya.

## Descripció
Es tracta d'una masia de planta rectangular que consta de planta baixa i pis superior. La masia està coberta amb una teulada a dues aigües de vessants a laterals.
La masia està estructurada internament en tres crugies. La planta baixa consta d'un gran portal adovellat d'accés, d'arc de mig punt amb unes dovelles de mida mitjana ben treballades i escairades.
En el primer pis, trobem una finestra de permòduls amb les impostes retallades en forma de quart de cercle. De fet la planta superior és projectada en format de porxada, oberta a l'exterior amb grans finestrals rectangulars - concretament quatre: un a la façana principal i tres als laterals- dotats d'una llinda rústica de fusta, però al marje d'això són totalment irrellevans, ja que no han rebut cap mena de tractament a destacar.
En façana lateral trobem tres finestres. Per una banda, tenim dues finestres de permòduls amb les impostes retallades en forma de quart de cercle. Mentre que per l'altra, una finestra rectangular equipada amb llinda monolítica, muntants de pedra i ampit treballat. Paral·lelament la llinda està ornada amb un petit motiu circular semblant a un rossetó coronat amb una creu de petites dimensions.
Pel que fa al tema dels materials prima per sobre de tot un com és la pedra. Ara bé, aquesta la trobem present en diverses modalitats: en primer lloc, tenim les pedres fragmentades i els còdols de riu sense desbastar i treballar manipulats a cops de martell i lligades amb morter de calç. Aquest procediment, combinat amb rajola esmícolada, el trobem present en tota la carcassa externa, és a dir les quatre façanes, de la masia. En segon lloc tenim la pedra calcària o pedra nomolítica de Girona localitzada específicament en les dovelles del portal d'accés, en la finestra de permòduls del primer pis de la façana principal i ens els blocs cantoners regulars de pedra ben desbastats i treballats de l'extrem esquerre. Finalment tenim la pedra sorrenca localitzada en les llindes, muntants i ampits de les tres obertures de la façana lateral.
Remarcar a mode d'apunt dues qüestions: per una banda, la teulada es troba en un estat pèsim de conservació com així ho acredita el fet que el terç posterior de la coberta ha desaparegut, ja que s'ha vingut a baix. Mentre que per l'altra, la morfologia de la masia és irregular i es deu al fet d'haver-se d'adaptar i alhora salvar el desnivell existent del seu emplaçament, en una espècia de feixa o marge. Això ha provocat que en la part alta, la masia tan sols contempli dues plantes, però en la part baixa la masia presenta tres plantes.
Davant de la masia, cal destacar la presència de dos elements interessants: a l'esquerra tenim una petita construcció de planta regular coberta amb una teulada a dues aigües de vessants a laterals, que de ben segur executaria, antigament, les tasques de graner o paller. A la dreta trobem les restes vivents d'una bassa completament dessecada.